# Inguiomer
Inguiomer byl válečník a princ germánského kmene Cherusků. Jeho bratr byl Segimer, otec Arminia, vůdce a sjednotitele Cherusků. V roce 16 pomohl synovci Arminiovi v boji proti římskému vojevůdci Germanicovi v bitvě na pláni Idistaviso. V bitvě došlo k nedorozumění. Inguiomer špatně pochopil strategii Arminia a Cheruskové v bitvě ztratili vítězství. Arminius byl zraněn a Cheruskové byli zahnáni do bažin, kde mnozí utonuli. V roce 17 se zúčastnil bitvy Arminia s markomanským náčelníkem Marobudem.